# N35 (Niger)
Die N35 oder RN35 ist eine hochrangige Straße vom Typ Nationalstraße (französisch route nationale) in den Regionen Dosso und Tillabéri in Niger.

## Verlauf und Charakteristik
Die N35 ist insgesamt 268,9 Kilometer lang. Sie beginnt in der Stadt Gaya in der Region Dosso als Abzweigung von der N7. Sie führt durch den Gemeindehauptort Tanda und das Dorf Sia, wo rechts die Route 340 nach Téla und die Route 357 zur N7 abzweigen. Im Dorf Ounna zweigt rechts die Route 349 nach Dosso ab. Die N35 passiert den Weiler Koira Tégui und führt durch die Dörfer  Koulou und Kounkouroutou Koira. Sie verläuft am Ortsrand des Dorfes Djabou Kiria, danach zweigt links die Route 321 nach Boumba ab. Nach den Dörfern Kotaki und Saboula quert sie das Trockental Dallol Bosso und erreicht den Departementshauptort Falmey.

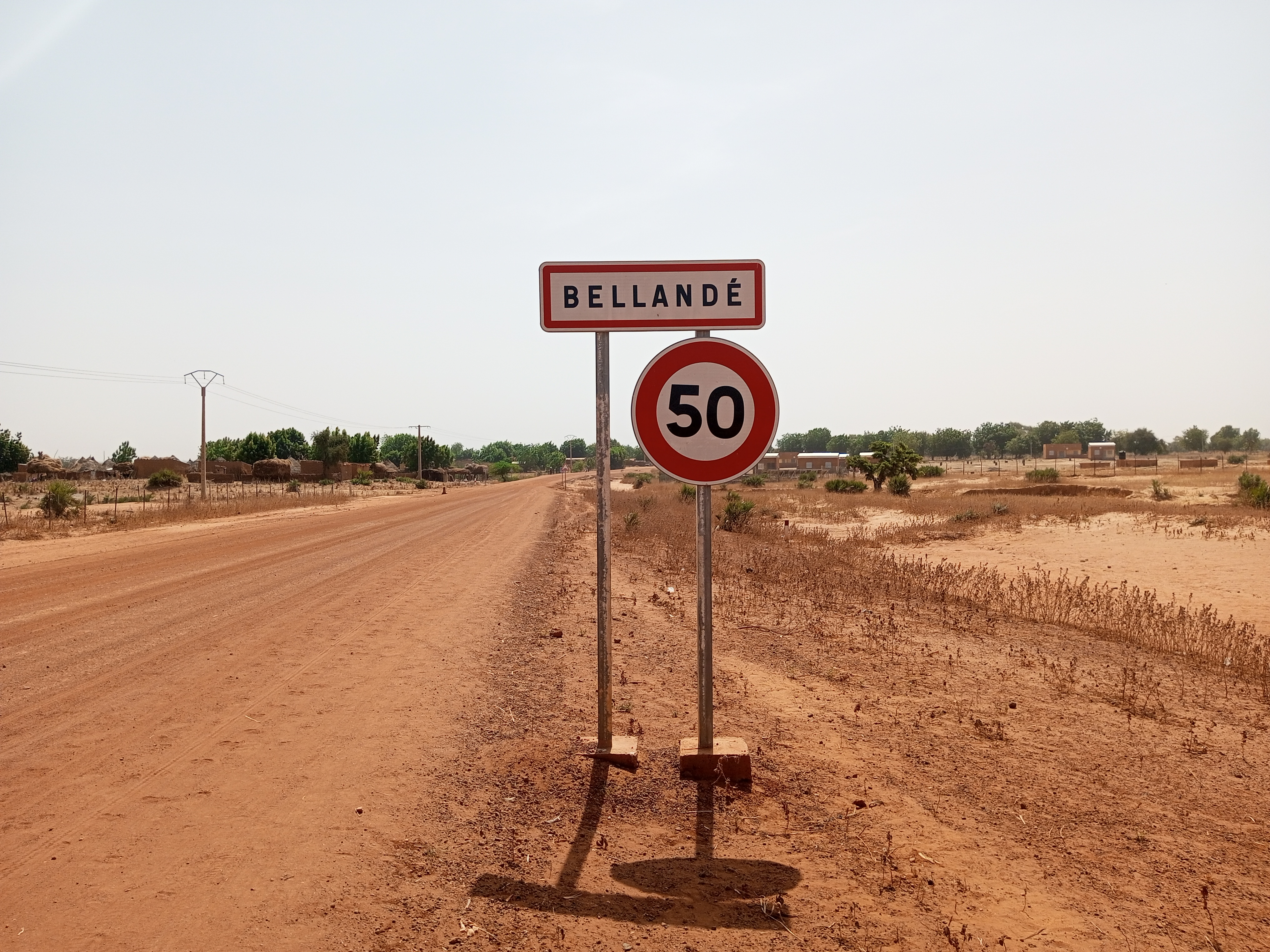
Ortstafel von Bélandé an der N35 (2023)

Nun führt die N35 weiter durch die Dörfer Tonkossarey Zarma und Bélandé, den Gemeindehauptort Fabidji und das Dorf Gobéri Goubey, wo rechts die Route 366 nach Fandou Bali Bali abzweigt. Beim Dorf Margou Ganda kreuzt sie die zwischen Mali und Tschad verlaufende N1. Bis zu dieser Kreuzung handelt es sich bei der N35 um eine moderne Erdstraße, ab der Kreuzung um eine einfache Landstraße.
Sie führt danach durch den Gemeindehauptort N’Gonga und passiert das Dorf Zagoré. Im Gemeindehauptort Harikanassou zweigt links die Landstraße RR3-005 nach Kodo ab. Die Nationalstraße quert erneut das Trockental Dallol Bosso und erreicht die Dörfer Kouringuel Mayaki und Diney Zougou, wo rechts die Route 332 nach Kolbou Djerma abzweigt. Nach dem Dorf Safa Patchak zweigt rechts die Route 320 nach Yéni Zarma ab.
Nach dem Dorf Yéda quert die N35 ein drittes Mal den Dallol Bosso, verlässt die Region Dosso und verläuft nun weiter durch die Region Tillabéri. Dort führt sie noch durch das Dorf Sandiré und mündet schließlich im Dorf Winditane in die N25.